# مایکل سوبوف
مایکل سوبوف (انگلیسی: Michael Soboff؛ زادهٔ ۹ دسامبر ۱۹۸۹ در بوستون) بازیکن فوتبال در پست مدافع، هافبک اهل ایالات متحده آمریکا-ارمنستان است.

## باشگاهی
از باشگاه‌هایی که در آن بازی کرده‌است می‌توان به باشگاه فوتبال پیونیک اشاره کرد.

## تیم ملی
وی همچنین در تیم ملی فوتبال زیر ۱۹ سال ارمنستان بازی کرده‌است.